# Pancalia
Pancalia là một chi bướm đêm thuộc họ Cosmopterigidae.